# بابا نوئل برای ما می‌آید
بابا نوئل برای ما می‌آید (به انگلیسی: Santa's Coming for Us) تک‌آهنگی از هنرمند اهل استرالیا سیا است.